# Civilization IV: Beyond the Sword
Civilization IV: Beyond The Sword è un'espansione del videogioco Civilization IV pubblicata nel 2007.

## Modalità di gioco
Come da titolo (in inglese letteralmente "Oltre la spada"), in questa espansione è maggiormente importante l'utilizzo di mezzi alternativi alle armi per raggiungere la vittoria; per la prima volta in Civilization IV è disponibile l'unita "Spia", che ha svolto un ruolo importante nei precedenti titoli della serie.
Le abilità diplomatiche, ed una maggiore complessità nella gestione delle città sono altri elemenenti fondamentali per il raggiungimento della vittoria.
Vengono aggiunti ulteriori protagonisti storici da impersonare, per ogni popolo giocabile, in modo da variare maggiormente il gioco, anche all'interno di una singola scelta in quanto a nazione da giocare.
Viene introdotto, in particolare nelle fasi più avanzate della partita, un numero ben più vario di unità, con bonus specifici.

## Mod e scenari inclusi
Questa espansione contiene 11 nuovi mod:
- Afterworld

Un mod molto particolare, trasforma Civilization in un gioco tattico dove bisogna muovere le unità e sparare ai nemici non-morti.
- Broken Star

Scenario ipotetico riguardante una guerra civile in Russia.
- Charlemagne's Wars

Questo scenario è basato sulle guerre combattute da Carlomagno durante l'Alto Medioevo.
- CIV Defense

In CIV Defense, il giocatore ha controllo di una singola città e deve difenderla in tutti i modi, comprando le proprie difese tra un attacco e l'altro.
- Crossroads of the World!

Scenario ambientato nel tardo Medioevo: il giocatore deve accumulare ricchezze commerciando tra l'Africa, l'Arabia e la Persia.
- Fall from Heaven: Age of Ice

Uno scenario fantasy ambientato nel mondo di Erebus, teatro del popolare mod Fall from Heaven
- Final Frontier

Final Frontier rende Civilization un gioco di colonizzazione e conquista dello spazio. La gestione dei sistemi solari è significativamente diversa da quella delle città del gioco di base.
- Gods of Old

Gods of Old è semplicemente il gioco standard in cui le religioni sono state sostituite da quelle delle divinità mesopotamiche. Inoltre i Profeti hanno poteri speciali a seconda della divinità venerata.
- Next War

Uno scenario di fantascienza, ambientato nel 2050.
- Rhye's and Fall of Civilization

Rhye's and Fall of Civilization è un mod sviluppato sulla proiezione della mappa terrestre che simula la nascita, la crescita e il declino delle maggiori civiltà nel corso della storia. Le civiltà non vengono fondate tutte all'inizio della partita, ma appaiono in momenti storici differenti (ad esempio, scegliendo i Romani, il gioco proseguirà solo con l'IA fino a circa il 753 a.C., da allora si potrà entrare in gioco). Esiste anche una versione più recente basata su mappa casuale.
- World War II: Road to War

Questo scenario permette di giocare con gli alleati o le forze dell'Asse nel teatro europeo o in quello del Pacifico della seconda guerra mondiale, iniziando nel 1936 o nel 1939.
Tra gli 11 scenari inclusi in Beyond the Sword, i mod di produzione amatoriale hanno avuto i migliori commenti della stampa: "Rounding out BtS is a selection of mods and scenarios. Some are the best of the mod scene, others Firaxis designs. Sadly for Firaxis, it's the already existing mods that shine - the excellent fantasy-set Fall from Heaven, the intriguing, history-following Rhye's and Fall of Civilizations, and WWII: The Road to War." ("A contorno di BtS c'è una selezione di mod e scenari. Alcuni sono i migliori sulla scena, altri sono produzioni Firaxis. Purtroppo per la Firaxis, sono i mod già esistenti a brillare - l'eccellente, di ambientazione fantasy, Fall From Heaven, l'intrigante, simil-storico Rhye's and Fall of Civilizations e WWII: The Road to War.")

### Civiltà e leader
- Americani: George Washington / Franklin D. Roosevelt / Abramo Lincoln[5]
- Arabi: Saladino
- Aztechi: Montezuma
- Babilonesi[6]: Hammurabi
- Bizantini[6]: Giustiniano
- Cartaginesi[6]: Annibale
- Celti[6]: Brenno / Budicca
- Coreani[6]: Wang Kon
- Etiopi[6]: Zara Yaqob
- Greci: Alessandro Magno / Pericle[5]
- Giapponesi: Tokugawa
- Persiani: Ciro / Dario[5]
- Cinesi: Qin Shi Huang / Mao Tse-Tung
- Egizi: Hatshepsut / Ramesse II[5]
- Inglesi: Vittoria / Elisabetta I / Winston Churchill[5]
- Francesi: Luigi XIV / Napoleone Bonaparte / Charles de Gaulle[5]
- Tedeschi: Federico II di Prussia / Otto Von Bismarck
- Inca: Huayna Cápac
- Indiani: Asoka / Gandhi
- Khmer[6]: Suryavarman
- Malinesi: Mansa Musa
- Maya[6]: Pakal
- Mongoli: Gengis Khan / Kublai Khan
- Nativi Americani[6]: Toro Seduto
- Olandesi[6]: Guglielmo d'Orange
- Ottomani[6]: Maometto II / Solimano il Magnifico
- Portoghesi[6]: Giovanni II
- Romani: Giulio Cesare / Ottaviano Augusto[5]
- Russi: Pietro I / Caterina II / Stalin[5]
- Sacro Romano Impero[6]: Carlo Magno
- Spagnoli: Isabella
- Sumeri[6]: Gilgamesh
- Vichinghi[6]: Ragnarr Loðbrók
- Zulu[6]: Shaka